# 聖ゲオルギウスと竜 (ルーベンス)

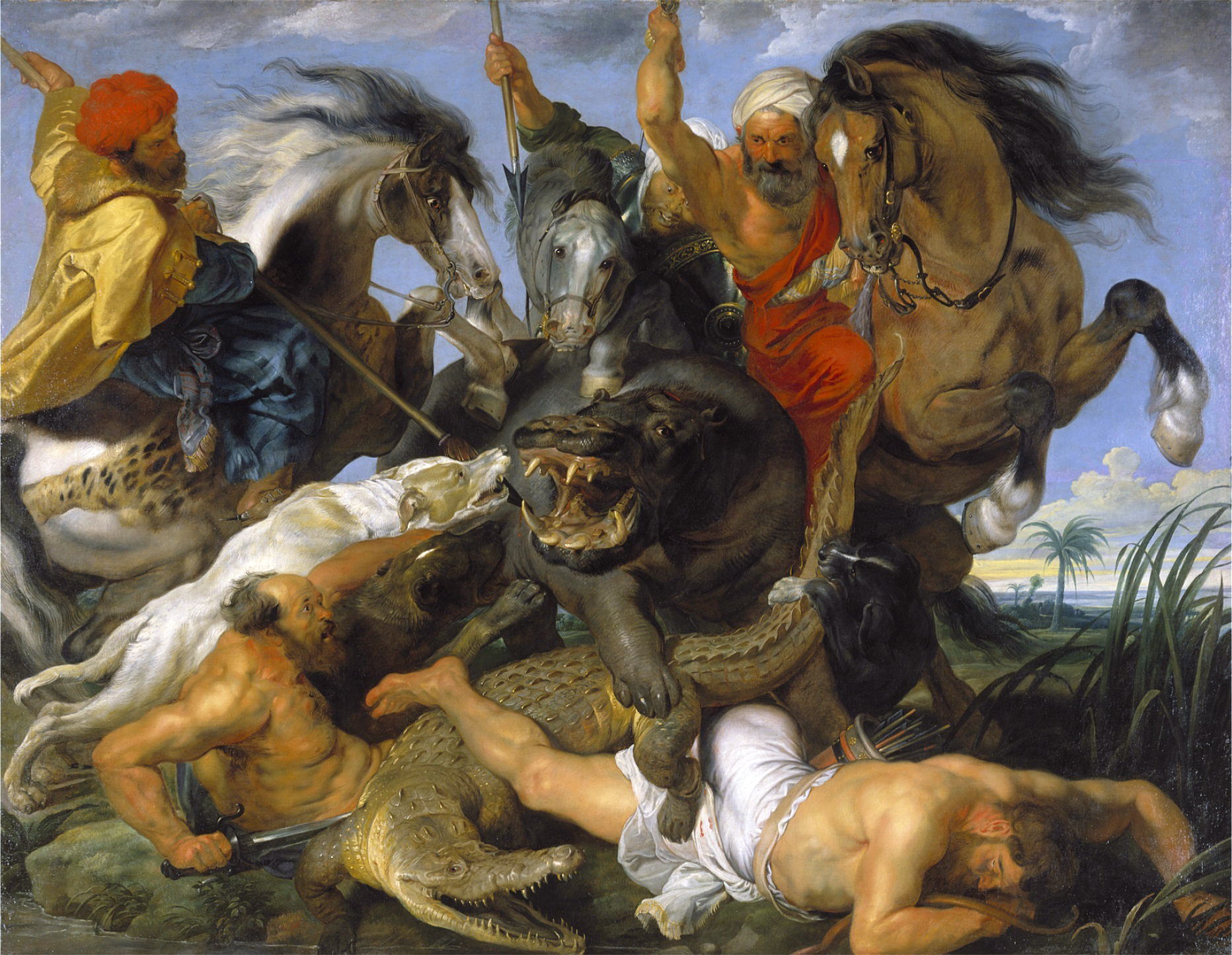
ルーベンスの1615年頃の絵画『カバとワニ狩り』。画面右端の剣を振りかざした狩人と馬に本作品のモチーフが使われている。アルテ・ピナコテーク所蔵。

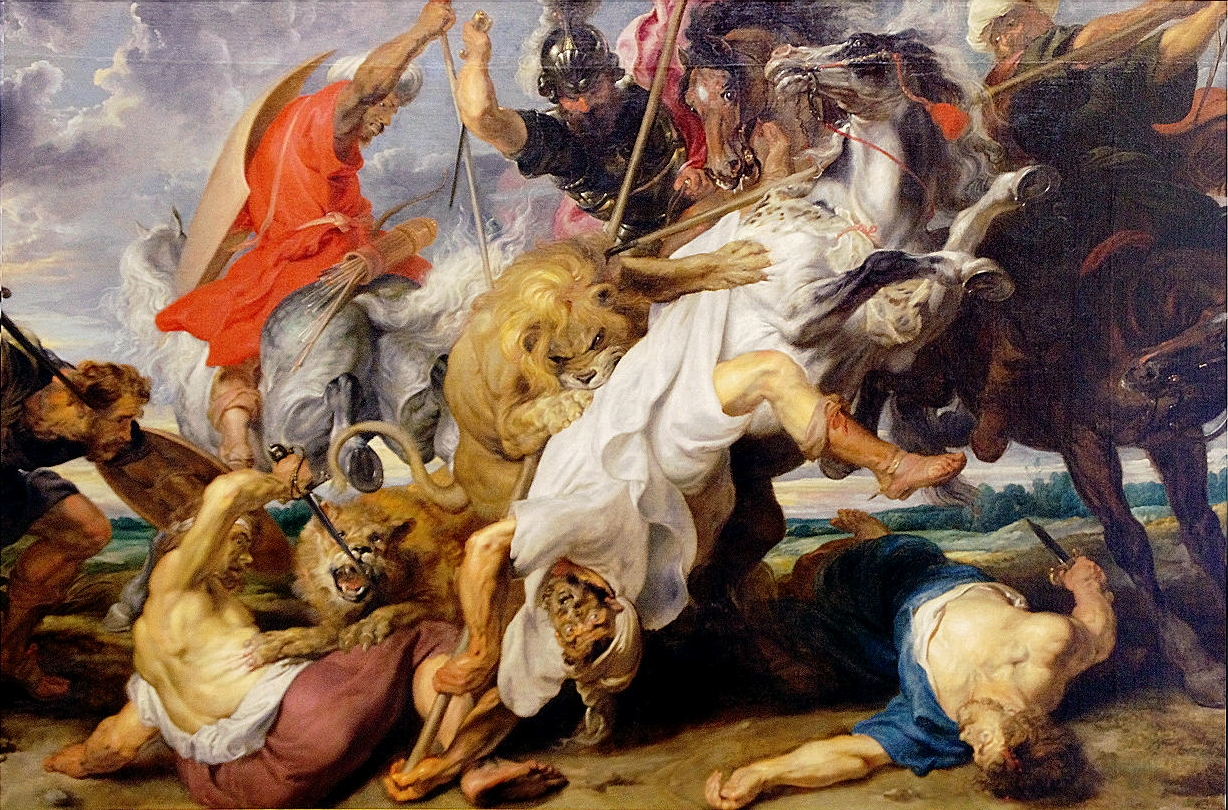
同じく1621年頃の絵画『ライオン狩り』。この作品でも同様のモチーフが画面中央で再び用いられている。アルテ・ピナコテーク所蔵。

『聖ゲオルギウスと竜』（せいゲオルギウスとりゅう、西: Lucha de san Jorge y el dragón, 英: Saint George and the Dragon）は、バロック期のフランドルの巨匠ピーテル・パウル・ルーベンスが1606年から1608年にかけて制作した絵画である。油彩。主題はキリスト教の聖人の伝説をまとめた13世紀の『黄金伝説』で語られている聖ゲオルギウスの竜殺しの伝説を扱っている。イタリア時代に制作された初期の作品で、注文主や制作された経緯は不明である。少なくともルーベンスは生涯この作品を手放さなすことはなく、画家の死後にスペイン国王フェリペ4世によって購入された。現在はマドリードのプラド美術館に所蔵されている。またパリのルーヴル美術館に準備素描が所蔵されている。

## 主題
『黄金伝説』によると、リビアの都市シレーヌは近隣の湖に住むドラゴンに苦しめられていた。最初、人々は家畜を生贄としてドラゴンに捧げていたが、やがて家畜が尽きると人間の中から生贄を選んだ。聖ゲオルギウスがシレーヌを訪れたとき、王の娘が生贄として捧げられようとしていた。彼はドラゴンの顎に槍を突き刺して王女を救出したのち、王女に命じて打ち負かしたドラゴンを都市に連れて行かせた。この奇跡を見た人々がキリスト教に改宗すると、聖ゲオルギウスはドラゴンを殺した。

## 作品
聖ゲオルギウスは白馬にまたがり、今まさに右手に握った剣を振りかざしてドラゴンに一撃を加えようとしている。戦士聖人は黒い甲冑を身にまとい、翼を広げたスフィンクス像と白い羽根飾りがついた兜を被っているが、下肢には防具を着けていない。白馬はドラゴンに対して両前脚を跳ね上げて、躍りかかるように立っている。一方のドラゴンはすでに聖ゲオルギウスの槍の一撃を受けた後であり、大地の上でのけぞって仰向けになり、上顎を刺し貫いたまま折れた槍を掴んでいる。聖ゲオルギウスの後方では、ドラゴンの生贄となるはずだった王女が戦いを見守っている。王女は上品な衣服を身にまとい、平和の印として右手を上げ、左手で同じく生贄となるはずだった仔羊の脚を持っている。
本作品の象徴性は明解である。聖ゲオルギウスは教会を象徴する王女を保護し、王女のそばの仔羊は悪魔であるドラゴンに直面するイエス・キリストを象徴している。聖ゲオルギウスを象徴する白色と赤色（ともに聖ゲオルギウス十字を構成する色）は彼の赤いマントと兜の白い羽根飾りで表現されている。
構図の最も優れた要素の1つは馬である。対角線に配置された馬は構図の大部分を占め、画面に力強い躍動感を与えており、馬と交差する聖ゲオルギウスはイタリア時代にルーベンスが熱心に行った古代彫像とルネサンス期のミケランジェロ・ブオナローティの研究を示している。ドイツのミュンヘン市立グラフィックアート美術館に所蔵されている、ティツィアーノの作品を模写したルーベンスの素描に基づいている可能性も指摘されている。『聖ゲオルギウスと竜』の騎士と跳ね馬のモチーフは、その後の作品に一定の重要性を持っている。事実、ルーベンスはこのモチーフを再利用し、狩猟をテーマとする『カバとワニ狩り』（The Hippopotamus and Crocodile Hunt）や『ライオン狩り』（The Lion Hunt）といった作品を制作している。

## 来歴
制作経緯は不明だが、一説によると聖ゲオルギウスを守護聖人とし、またルーベンスが何度か滞在したことがある北イタリアの海運都市ジェノヴァの、サン・アンブロージョ教会（the Church of San Ambrogio）のために制作された可能性が考えられる。しかし絵画は完成後もルーベンスの手元に残り続けた。ルーベンスの死後、絵画は遺産の一部として売却され、フェリペ4世は1645年に弟であるスペイン領ネーデルラント総督フェルナンド・デ・アウストリアを介して本作品を含むいくつかの絵画を購入した。スペイン王室のコレクションに加わった絵画は1674年にマドリード郊外のエル・パルド宮殿に移された。約100年後の1772年には新王宮に移され、1814年から1818年かけて王宮の王子の寝室に飾られた。フェルナンド7世の死後の1834年、プラド美術館に所蔵された。

## 影響
フランドルのバロック期の画家トーマス・ヴィルボールツ・ボスハールト（Thomas Willeboirts Bosschaert: 1613年-1654年）の『聖ゲオルギウスと竜』は本作品の影響を受けている。

## ギャラリー
ルーベンスの遺産からスペイン王室のコレクションに加わった作品には本作品の他に以下のようなものがある。

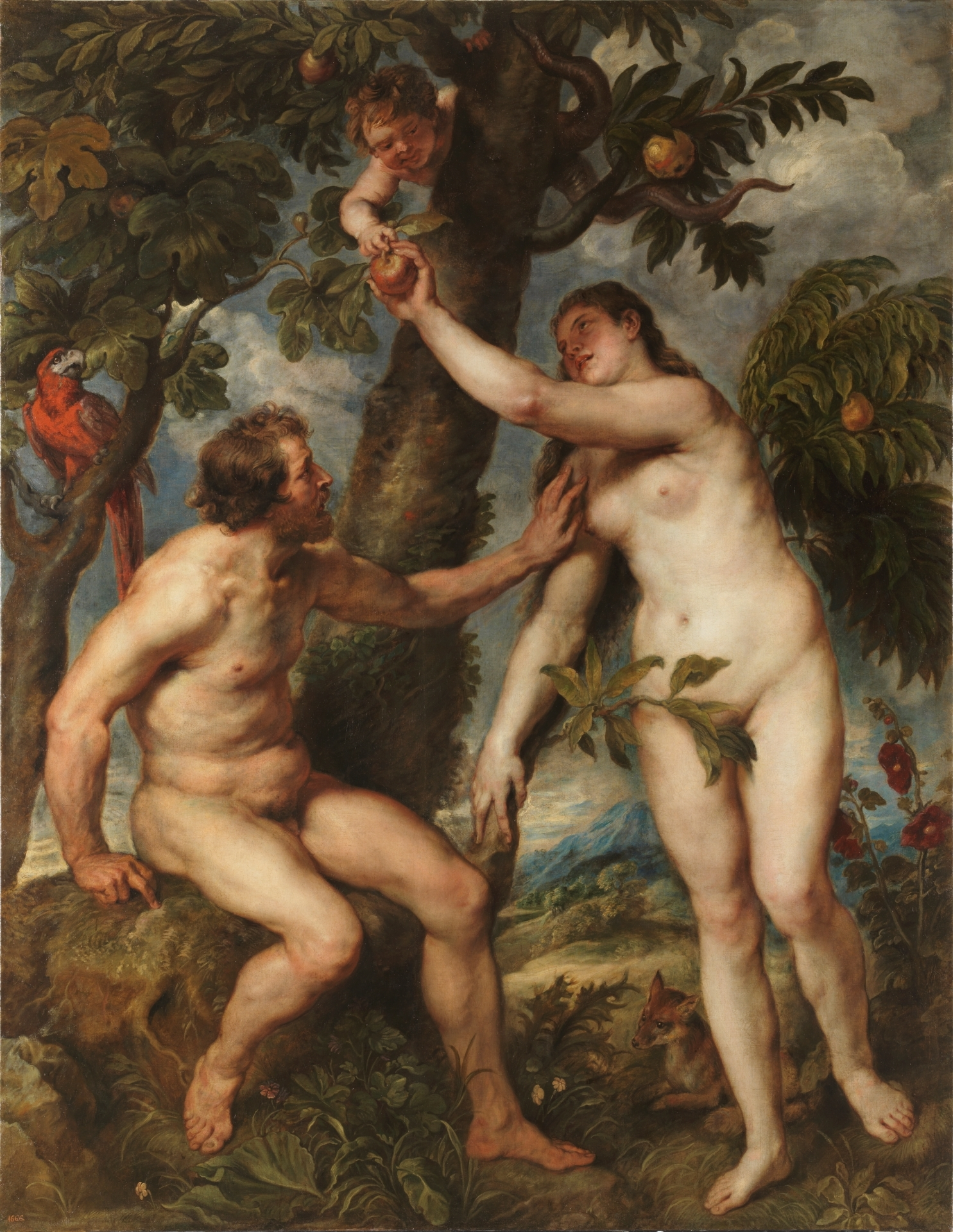
ティツィアーノの模写 『アダムとイヴ』（1628年-1629年）
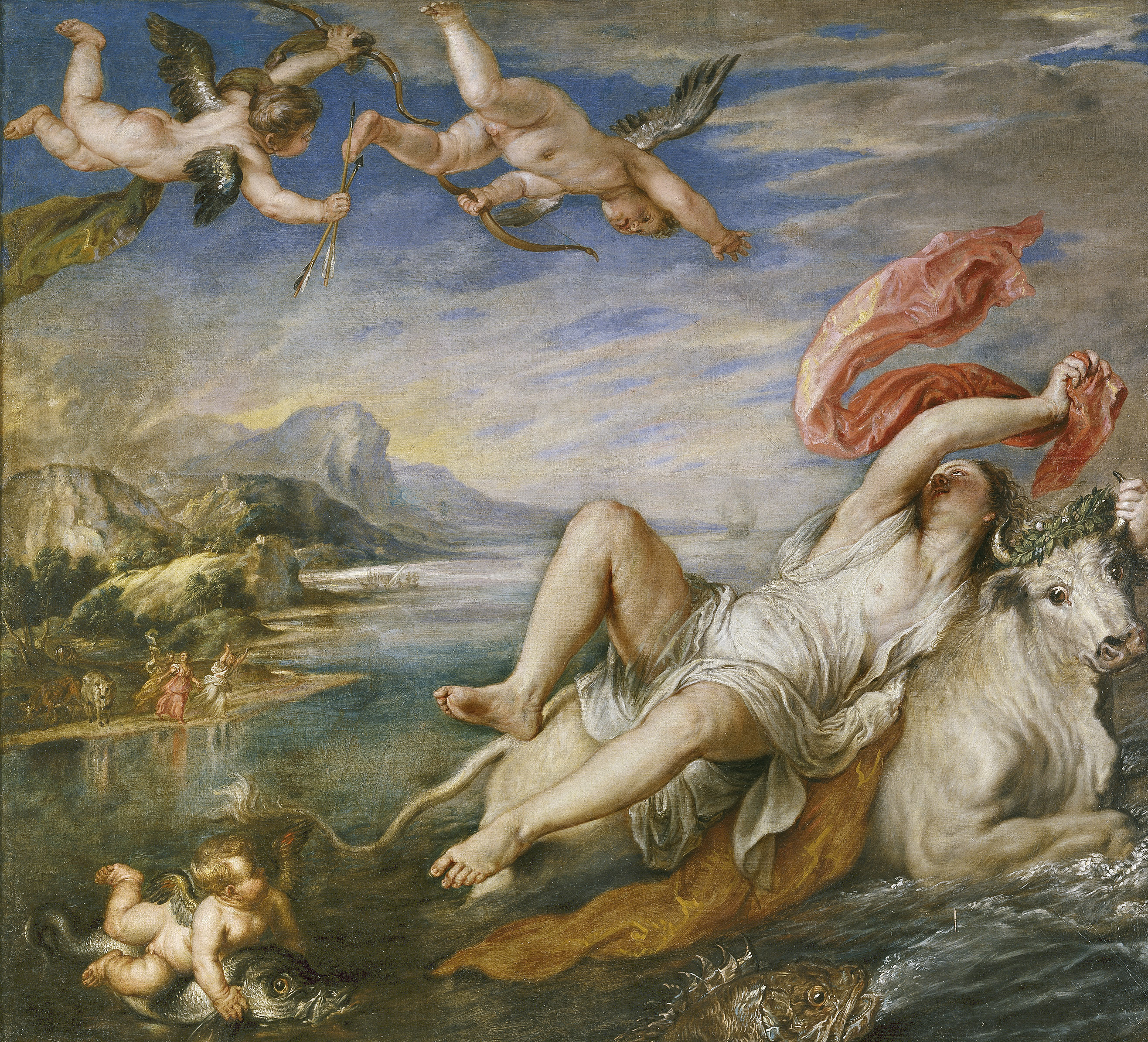
ティツィアーノの模写 『エウロペの略奪』（1628年）
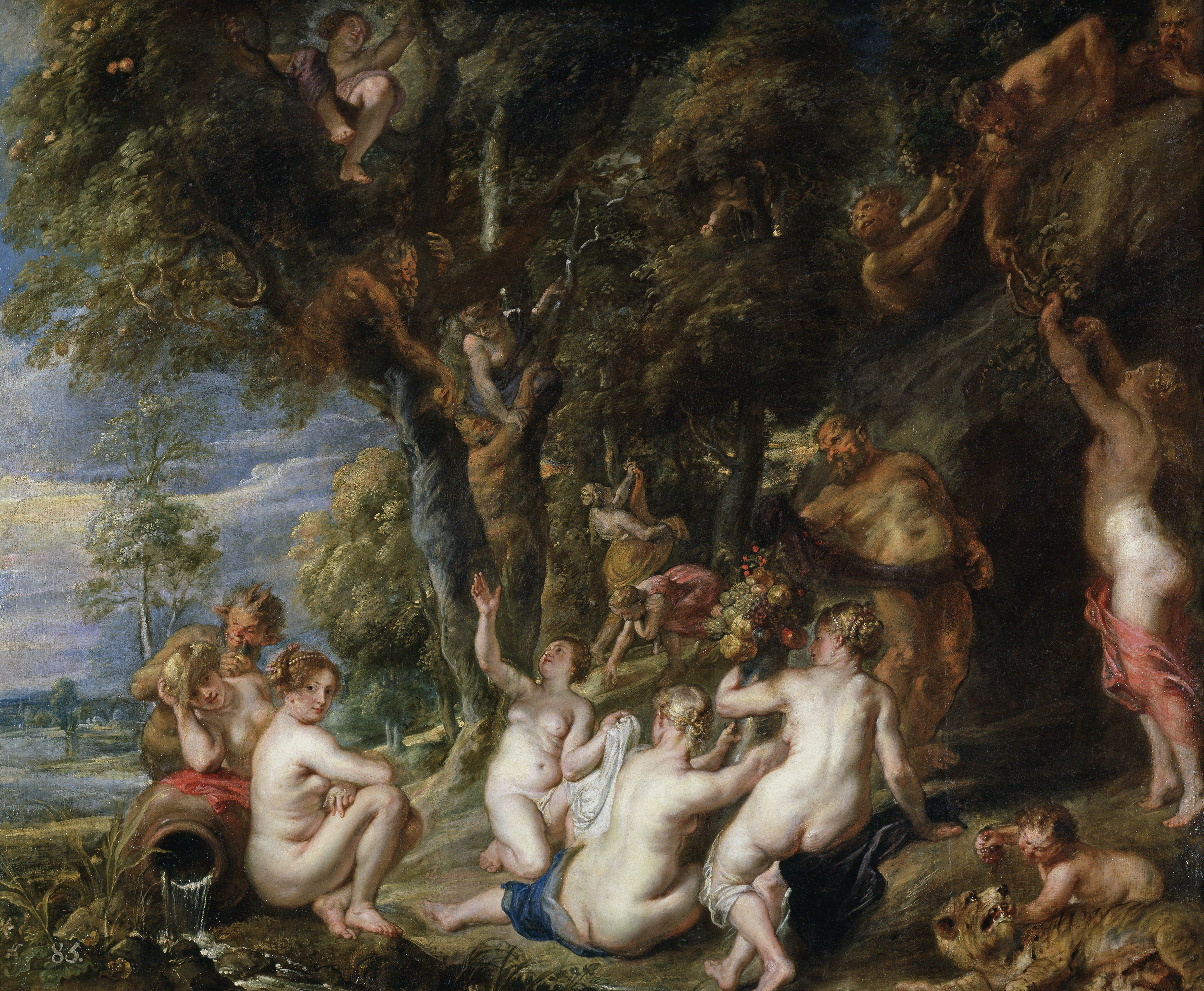
『ニンフとサテュロス』（1615年頃-1635年頃）
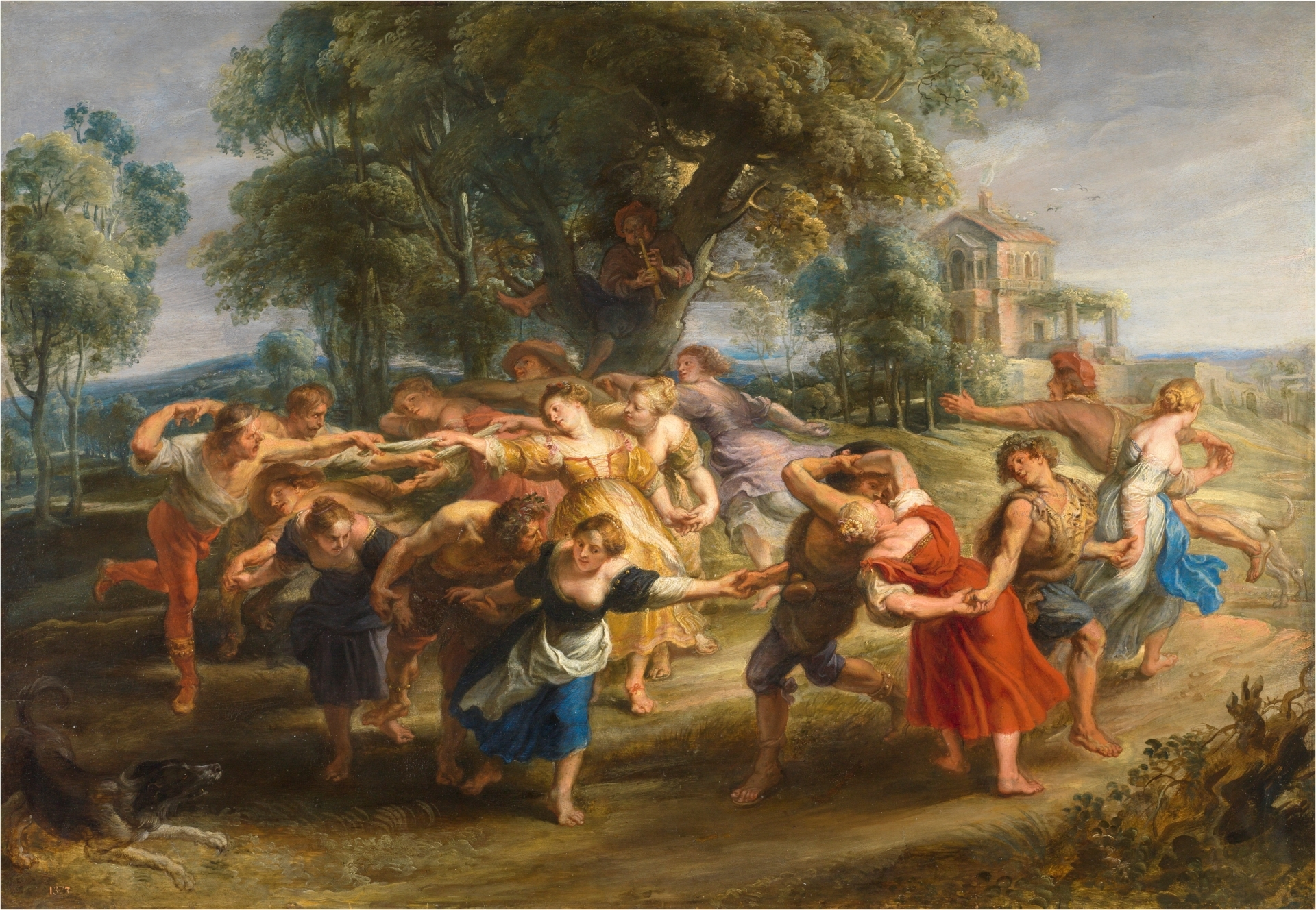
『神話の人物と農民の踊り』（1635年頃）
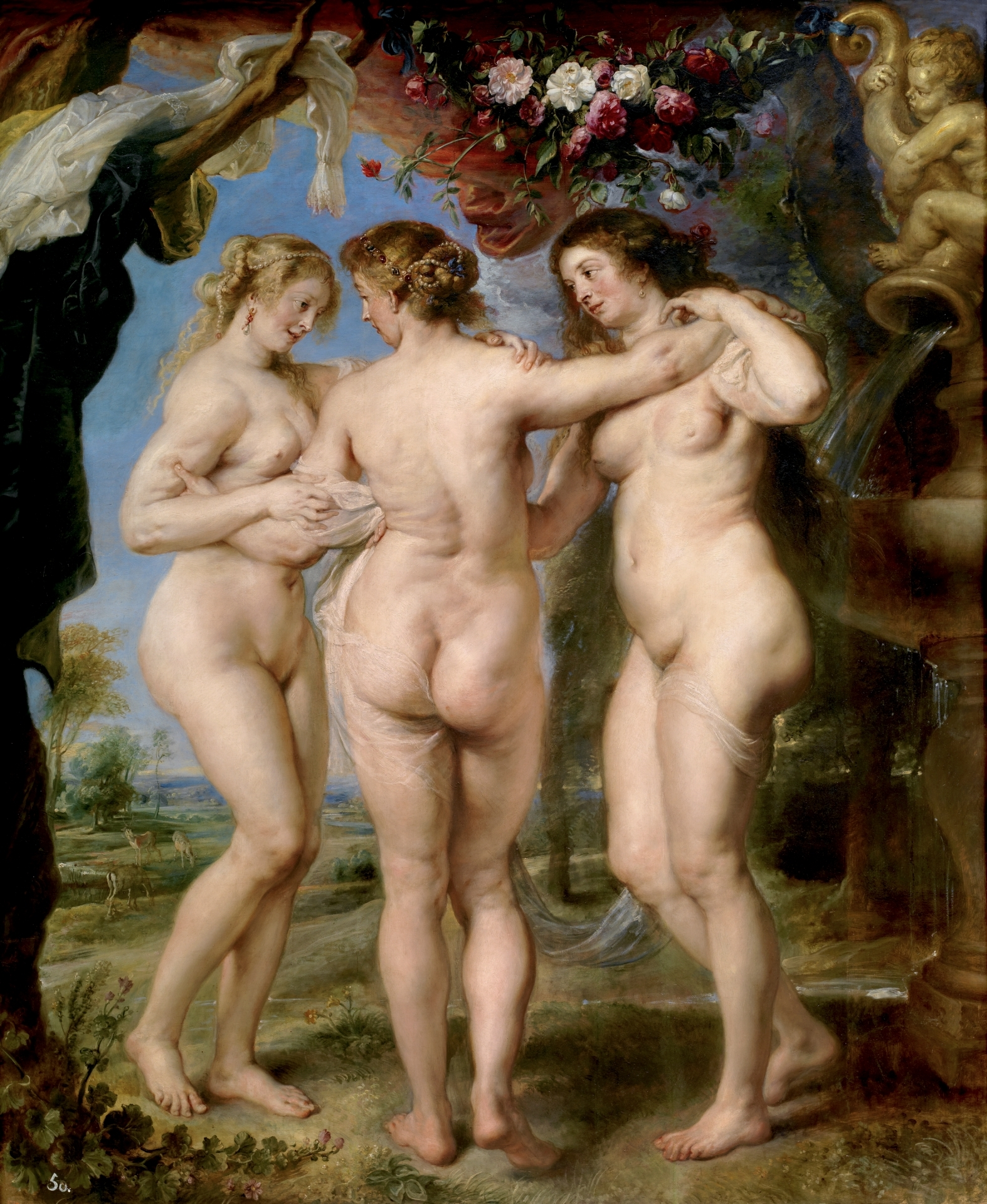
『三美神』（1635年頃）